# Protoschinia nuchalis
Schinia nuchalis là một loài bướm đêm trong họ Noctuidae.